# Julius Popper?
Julius Popper? es el álbum debut de la banda chilena de rock, Julius Popper. El cual sería lanzado al mercado en 2009 de forma independiente.

## Lista de canciones
| Julius Popper? |                        |          |  |
| N.º            | Título                 | Duración |  |
| 1.             | «Lobito»               | 2:05     |  |
| 2.             | «Genoveva»             | 3:51     |  |
| 3.             | «Que la maten ya»      | 4:01     |  |
| 4.             | «La innombrable»       | 4:07     |  |
| 5.             | «Huke»                 | 4:22     |  |
| 6.             | «Ahora»                | 2:29     |  |
| 7.             | «Charly»               | 3:59     |  |
| 8.             | «Señorita Moxichilina» | 3:59     |  |
| 9.             | «Solita»               | 3:26     |  |
| 10.            | «Bluzón»               | 3:34     |  |
| 11.            | «Los Tres»             | 4:12     |  |
| 12.            | «JJ»                   | 6:14     |  |
| 13.            | «Tetitas»              | 3:32     |  |

## Banda
- Alejandro Venegas - guitarra, voz
- Patricio Venegas – bajo
- Rodrigo Romero – guitarra
- Alejandro Rebolledo – batería
- Víctor Barhar - trompeta
- Mauricio Santos - teclados